# 도쿄 임해 부도심
도쿄 임해 부도심(일본어: 東京臨海副都心 도쿄린카이후쿠토신[*])은 도쿄도가 책정한 7번째 부도심이며 442ha의 지역이다. 도쿄만 매립지 10호 땅에 속한 고토구 아리아케와 같은 매립지 13호 지역에 속하는 오다이바, 아오미, 히가시야시오로 구성된다. 매립지 13호 지역은 취업인구 10만명, 거주인구 6만 3000명, 총 사업비 약 10조엔으로 책정되었다. 전역이 매립지이며 도쿄도 도시 정비국과 도쿄도 항만국이 주로 관리한다.